# Simulium innocens
Simulium innocens är en tvåvingeart som först beskrevs av Shewell 1952.  Simulium innocens ingår i släktet Simulium och familjen knott. Inga underarter finns listade i Catalogue of Life.